# De apocalyps
De apocalyps is het tiende stripalbum uit de reeks Lefranc, bedacht en geschreven door Jacques Martin en getekend door Gilles Chaillet. 
Het verhaal startte in januari 1987 in nummer 2 van het stripblad Eppo Wordt Vervolgd en liep tot en met nummer 13.
Het eerste album werd in 1987 uitgegeven door uitgeverij Casterman als softcover met nummer 10 in de serie Lefranc. 
Deze uitgave kent verschillende herdrukken, in ieder geval in 1989, 1990, 1997, 2001 en 2016.

## Het verhaal
Journalist Guy Lefranc is uitgenodigd op een congres van Pro Mundia, die zich tot doel stelt een aantal problemen te bestuderen inzake het voortbestaan van de mensheid. De ontvangst wordt door een soort robotten gedaan; de huisvesting lijkt op een luxe hotel.
Hier ontmoet hij Axel Borg die ook een van de genodigden is. De genodigden blijken afkomstig uit alle lagen van de samenleving. De gasten worden in groepen ingedeeld en krijgen niet alleen informatieve sessies maar ook een astronautentraining. Ook krijgt iedereen krijgt een identificatienummer toegewezen.
Bij hun eerste 'reis' blijken ze via een televisiescherm gebeurtenissen in het verleden of in de toekomst te kunnen volgen. Zo ziet Lefranc de moord op Antinoüs, de gunsteling van de Romeinse keizer Hadrianus, en is Borg getuige van een apocalyps waarbij de aarde onbewoonbaar wordt. Ook ziet Borg een afgrijselijke ervaring uit zijn kinderjaren.
Later ontmoet Lefranc mensen uit een verre toekomst, van een andere beschaving die niet meer op de aarde woont. Via een doorzichtige bol wordt hij naar hen toe gebracht en kan hij uitkijken over deze toekomstige aarde. De bevolking heeft zich zo vermenigvuldigd dat het wonen op de aarde zelf niet meer mogelijk is; elk stukje aarde moet gebruikt worden om de mensheid te voeden, er is geen plaats meer voor wonen of infrastructuur.
Om de overbevolking in de hand te houden, brengen ze de meeste mensen als ze vijftig worden in een soort winterslaap, al offeren ze om de tien jaar de oudsten op. De reinste apocalyps, aldus Lefranc. De mensen uit de toekomst blijken gemuteerd te zijn: ze zijn haarloos geworden, hun ogen lijken op die van katachtigen en ze zijn hermafrodiet geworden.
Het programma van het congres wordt vervolgens gewijzigd wegens gewijzigde meteorologische omstandigheden. Pro Mundia roept de deelnemers op te delen wat ze op het congres gehoord hebben, want het voortbestaan van de wereld hangt af van hun getuigenis. 
Lefranc en Borg reizen samen terug. Ze vragen zich af of dit alles nu een hypnose was of dat het echt was. Lefranc blijkt echter zijn hotelkamersleutel nog bij zich te hebben. En op het einde neemt een van de gemuteerde mensen uit de toekomst afscheid van hen.